# Maurizio Verini
Maurizio Verini (ur. 9 lipca 1943 roku w Riolo Terme) – włoski kierowca rajdowy, rajdowy mistrz Europy (1975), rajdowy mistrz Włoch (1974).

## Życiorys
Maurizio Verini zadebiutował w rajdach w wieku dwudziestu pięciu lat w roku 1969. Od roku 1973 był fabrycznym kierowca Fiata, starując modelem Fiat Abarth 124 Rallye. W swoim pierwszym występie w Rajdowych mistrzostwach świata w Rajdzie San Remo w roku 1973 zajął drugie miejsce. Wynik ten powtórzył dwa lata później w roku 1975. W roku 1974 zdobył tytuł rajdowego mistrza Włoch oraz zajął trzecie miejsce w Rajdowych mistrzostwach Europy. W roku 1975 wygrał pięć rajdów eliminacji mistrzostw Europy (w tym Rajd Polski) i zdobył tytuł rajdowego mistrza Europy. W dalszym ciągu pozostawał wierny marce fiat startując następnie modelem Fiat 131 Abarth. W kolejnych latach jeszcze dwukrotnie zajmował drugie miejsce w eliminacjach WRC w Rajdzie San Remo w roku 1977 i 1978. W sportach motorowych został aktywny do wczesnych lat osiemdziesiątych. W latach dziewięćdziesiątych Verini  powrócił do startów w rajdach WRC już jako kierowca prywatny.